# PROSITE
PROSITE est une base de données bio-informatique créée en 1988 par le bio-informaticien suisse Amos Bairoch (en) et fournissant des informations sur les familles, les domaines, les sites fonctionnels (site actif, notamment) et les motifs structurels d'acides aminés des protéines,. Ces entrées sont renseignées manuellement par une équipe de l'Institut suisse de bioinformatique et sont étroitement intégrées à la base Swiss-Prot. PROSITE est hébergé sur les serveurs ExPASy de l'ISB.